# Američka horor priča: Kolonija Roanoke
Američka horor priča: Kolonija Roanoke je šesta sezona FX-ove antologijske serije Američka horor priča. Serija je u SAD-u premijerno prikazana 14. rujna 2016. To je prvi put da se serija počinje prikazivati prije mjeseca listopada, finale serije očekuje se 16. studenoga 2016. 
Ovo je prva sezona čiji su detalji o radnji serije i o glumcima bili tajni do same premijere. U premijeri serije otkriveno je kako će šesta sezona biti prikazana kao "paranormalan dokumentarac" pod nazivom Noćna mora u Roanoke-u koji će rekonstruirati paranormalne događaje koje su na farmerskom imanju doživjeli bračni par iz Los Angelesa.
U šestu sezonu seriju vraćaju se: Evan Peters, Sarah Paulson, Lily Rabe, Denis O'Hare, Kathy Bates, Frances Conroy, Angela Bassett, Wes Bentley, Lady Gaga, Cheyenne Jackson, Leslie Jordan i Adina Porter. Kao novi glavni glumci u seriji pojavljuju se: Cuba Gooding Jr. i André Holland. Kolonija Roanoke primila je pozitivne kritike.

## Sažetak
Predstavljena kao paranormalna dokumentarna serija Noćna mora u Roanoke-u, priča prati bračni par čija iskustva i doživljaje rekonstruiraju drugi glumci. Shelby i Matt Miller se nakon brutalnog napada u kojemu je Matt skoro izgubio život, a u kojemu je Shelby pobacila, presele se iz Los Angelesa u farmersku kuću u Sjevernu Karolinu. Smjestivši se u kuću, par počne doživljavati neobične događaje i viđati neobične figure u svojem novom domu.

## Uloge

### Glavne uloge
- Kathy Bates kao Agnes Mary Winstead
  - Thomasin White/Koljačica u Noćnoj mori u Roanoke-u
- Sarah Paulson kao Audrey Tindall i Lana Winters
  - Shelby Miller u Noćnoj mori u Roanoke-u
- Cuba Gooding Jr. kao Dominic Banks 
  - Matt Miller u Noćnoj mori u Roanoke-u
- Lily Rabe kao Shelby Miller
- André Holland kao Matt Miller
- Denis O'Hare kao William van Henderson
  - dr. Elias Cunningham u Noćnoj mori u Roanoke-u
- Wes Bentley kao Dylan
  - Ambrose White u Noćnoj mori u Roanoke-u
- Evan Peters kao Rory Monahan
  - Edward Philippe Mott u Noćnoj mori u Roanoke-u
- Cheyenne Jackson kao Sidney Aaron James
- Angela Bassett kao Monet Tumusiime
  - Lee Harris u Noćnoj mori u Roanoke-u

### Posebne gostujuće uloge
- Lady Gaga kao Scathach ¹
- Frances Conroy kao Mama Polk ¹
- Finn Wittrock kao Jether Polk

### Sporedne uloge
- Adina Porter kao Lee Harris
- Leslie Jordan kao Ashley Gilbert
  - Cricket Marlowe u Noćnoj mori u Roanoke-u
- Saniyya Sidney kao Flora Harris ¹
- Charles Malik Whitfield kao Mason Harris ¹
- Colby French kao policajac ¹
- Maya Rose Berko kao med. sestra Miranda ¹
- Kristen Rakes kao med. sestra Bridget ¹
- Grady Lee Richmond kao Ishmael Polk ¹
- Chaz Bono kao Brian Wells
  - Lot Polk u Noćnoj mori u Roanoke-u
- Orson Chaplin kao Cain Polk ¹
- Robin Weigert kao Mama Polk
- Estelle Hermansen kao Priscilla ¹
- Billy Snow kao Rhett Snow

### Gostujuće uloge
- Doris Kearns Goodwin kao ona
- Henderson Wade kao Guinness ¹
- Shannon Lucio kao Diana Cross
- Taissa Farmiga kao Sophie Green
- Jacob Artist kao Todd Connors
- Jon Bass kao Milo
- Emma Bell kao Tracy Logan

¹ Glumci koji glume samo likove u Noćnoj mori u Roanoke-u

## Epizode
| Br. u seriji | Br. u sezoni | Naslov              | Redatelj              | Scenarist(i)               | Originalno emitiranje |
| --- | ------------ | ------------------- | --------------------- | -------------------------- | --------------------- |
| 64 | 1            | "Prvo poglavlje"    | Bradley Buecker       | Ryan Murphy i Brad Falchuk | 14. rujan 2016.       |
| Shelby i Matt Miller vjenčani su par koji je intervjuiran u svrhu dokumentarne serije Noćna mora u Roanokeu. Kroz isječke dramskih rekonstruiranih događaja i svjedočenja, par otkriva kako su iz Los Angelesa preselili u Sjevernu Karolinu zbog banditskog napada na Matta, te Shelbyjinog pobačaja koji je uslijedio odmah nakon napada. U Sjevernoj Karolini, par nailazi i naposljetku kupuje napuštenu kolonijalnu farmersku kuću u kojoj planiraju započeti ponovno. Odmah nakon useljenja, misteriozne i zlokobne sile počinju ih terorizirati. Matt odlazi na poslovni put, a svoju sestru Lee šalje k Shelby da je čuva. Lee i Shelby se ne slažu što ih izloži velikoj opasnosti kad u kuću provali grupa ljudi s noževima i bakljama. Banda za sobom ostavlja jezive toteme i video u kojemu čovjeka napada biće s ljudskim tijelom i svinjskom glavom. Kada Matt odluči da će ipak ostati u kući, Shelby pobjegne Mattovim autom. Nakon što u panici udari ženu autom, Shelby postane svjedok ritualnog ubojstva u šumi. |              |                     |                       |                            |                       |
| 65 | 2            | "Drugo poglavlje"   | Michael Goi           | Tim Minear                 | 21. rujan 2016.       |
| Shelby misli kako je ritual bila samo gluma; ona i Matt odluče ostati u kući. Pronašavši gorući totem u šumi nedaleko njihove kuće, Matt i Shelby se konačno osiguraju od strane policije. Jezivi i misteriozni događaji počinju utjecati na ukućane, ovoga puta na Matta, Lee, te njezinu kćer Floru. Shelby i Matt otkrivaju sklonište ispod dvorišta; ondje pronalaze još jedan video u kojemu je isti čovjek kao iz prvog videa. On je bio prethodni vlasnik kuće koji je zemljište otkupio u svrhu proučavanja; navodi kako je kuća prije služila kao dom za umirovljenike u kojemu su dvije sestre počinile brojna ubojstva. Shelby i Matt shvate da su zarobljeni u kući, jer su sav novac uložili u nju te ne vide izlaz. U međuvremenu, Lee prekrši ugovor o skrbništvu i dovodi Floru natrag u kuću kako bi skupa provele kvalitetno vrijeme. Flora susreće biće, „Priscillu“, koja je uvjeri kako će svi u kući umrijeti. Flora kasnije nestaje, a Lee, Matt i Shelby u šumi pronalaze njezinu vestu na vrhu visokog bora. |              |                     |                       |                            |                       |
| 66 | 3            | "Treće poglavlje"   | Jeniffer Lynch        | James Wong                 | 28. rujan 2016.       |
| 67 | 4            | "Četvrto poglavlje" | Marita Grabiak        | John J. Gray               | 5. listopad 2016.     |
| 68 | 5            | "Peto poglavlje"    | Nelson Cragg          | Akela Cooper               | 12. listopad 2016.    |
| 69 | 6            | "Šesto poglavlje"   | Angela Bassett        | Ned Martel                 | 19. listopad 2016.    |
| 70 | 7            | "Sedmo poglavlje"   | Elodie Keene          | Crystal Liu                | 26. listopad 2016.    |
| 71 | 8            | "Osmo poglavlje"    | Gwyneth Horder-Payton | Todd Kubrak                | 02. studeni 2016.     |
| 72 | 9            | "Deveto poglavlje"  | Alexis Korycinski     | Tim Minear                 | 09. studeni 2016.     |
| 73 | 10           | "Deseto poglavlje"  | Bradley Buecker       | Ryan Murphy i Brad Falchuk | 16. studeni 2016.     |